# Kaxarari

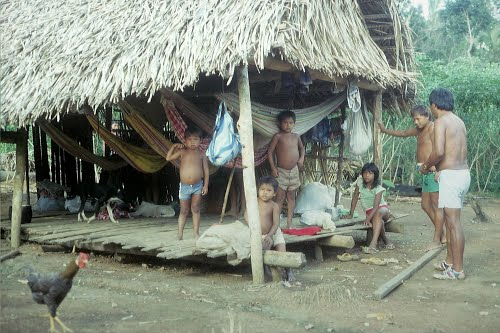
Kaxarari

Das indigene Volk der Kaxarari (portugiesisch Caxarari) lebt in der nördlichen Region Brasiliens, an der Grenze zu Bolivien. Sein Territorium befindet sich in den brasilianischen Bundesstaaten Acre, Rondônia und Amazonas, nahe der Bundesstraße BR-364 am Kilometer 42. Alternative Namen sind u. a. Kaxariri, Pluralformen auch Caxararis, eine ältere Bezeichnung ist Cachararys.
Etwa 320 Personen leben laut Angaben der Funasa in den drei Dörfern Bueira, Pedreira und Paxiúba, andere in nahegelegenen Städten.
Das indigene Volk der Kaxarari, ISO 639-3 Sprachencode: ktx, gehört sprachlich zur Familie der Pano-Sprachen, die in Brasilien (Amazonas, Rondônia) gesprochen werden. Allerdings wird die Sprache durch Portugiesisch verdrängt, mit zunehmendem Kontakt zu Weißen. Die Kaxarari teilen selbst ihre Geschichte in drei Epochen: tempo das correrias; tempo do cativeiro e tempo dos direitos.
Eine internationale Menschenrechtskampagne des FIAN-Netzwerkes unterstützte das Volk bei der Durchsetzung ihrer Landrechte 1989/1990.

## Angehörige
Die Bevölkerung dieser Ethnie betrug zu Anfang des 20. Jahrhunderts rund 2000 Angehörige, die Zahl reduzierte sich bis etwa 1980 auf ein Zehntel:
- 220 (1998)
- 269 (2001)
- 318 (2010, Funasa)[4]